# Палмер, Натаниэль
Натаниэ́ль Бра́ун Па́лмер (англ. Nathaniel Brown Palmer; 1799—1877) — американский мореплаватель-промысловик, ставший третьим человеком, достигшим берегов Антарктиды. Первооткрыватель (вместе с британцем Джорджем Пауэллом) Южных Оркнейских островов.

## Начальные годы жизни
Натаниэль Браун Палмер родился 8 августа 1799 года в Стонингтоне (штат Коннектикут) в семье Натаниэля Брауна Палмера (полный тёзка своего отца) — юриста по образованию, сменившего «унылый гул зала суда на хруст стружки из-под рубанка, и посвятившего кораблестроению всю свою жизнь». Он был одним из восьмерых детей в семье. Поскольку строительство кораблей было основным занятием отца, с самых юных детских лет Палмер проводил практически всё своё время на верфи, постигая особенности сложной науки кораблестроения. Он впервые вышел в море в возрасте 12 лет. Во время Англо-американской войны и вплоть до 1818 года плавал на различных судах, курсировавших между Нью-Йорком и Новой Англией. В 1818 году (в возрасте всего 19 лет) стал капитаном шхуны «Galena».

## Плавания в Антарктику
В 1819 году Палмер стал вторым помощником капитана промыслового судна «Hersilia» Джеймса Шеффилда (англ.  James Sheffield), направлявшегося из Стонингтона в южную Атлантику в поисках новых тюленьих угодий, охота на которых в то время приносила большой доход. На Фолклендских островах, где экипаж судна сделал стоянку, чтобы пополнить запасы свежего мяса, Палмер узнал о недавно открытых Уильямом Смитом Южных Шетландских островах. В январе 1820 года «Hersilia» дошла до вновь открытых островов и после удачного промыслового сезона 21 мая 1820 года вернулась в Стонингтон с почти 9000 тюленьих шкур, от продажи которых было выручено 22 000 долларов.
Свою долю Палмер вложил в промысловый бизнес и стал совладельцем шхун «Express» и «Hero» промысловой флотилии Бенджамина Пендлтона (англ.  Benjamin Pendleton), на последнем из которых был капитаном. В конце 1820 года флотилия Пендлтона открыла новый охотничий сезон и расположилась в заливе Нью-Плимут на острове Ливингстон — не самом удачном месте в случае западных штормов. 15 ноября 1820 года Пендлтон отправил Палмера на «Hero» на поиск новых более подходящих гаваней и возможных мест для охоты на тюленей. Первым Палмер исследовал остров Десепшен, на котором обнаружил исключительно удобную гавань. Далее он отправился на юг, пересёк пролив Брансфилд и 16 ноября 1820 года увидел побережье Антарктического полуострова (в январе этого же года открытого Эдвардом Брансфилдом). 17 и 18 ноября Палмер исследовал пролив Макфарлан, разделяющий острова Ливингстон и Гринвич, в котором открыл две прекрасные бухты — Янки-Харбор и на острове Хаф-Мун, а 20 ноября воссоединился с флотилией и продолжил промысел.
В 1821 году Палмер стал капитаном 80-тонного шлюпа «James Monroe» в составе всё той же промысловой флотилии Пендлтона. Охотничий сезон 1821—1822 выдался неудачным, и Палмер отправился в продолжительную поисковую экспедицию. Точных отчётов о его плавании не сохранилось, но по сообщениям позже вышедших газет, от острова Десепшен Палмер прошёл на северо-восток вдоль края припайного льда Антарктического полуострова и 4 декабря 1821 года достиг острова Мордвинова (Элефант) (повторив маршрут Брансфилда и Беллинсгаузена в предыдущее лето), где повстречал британского промысловика Джорджа Пауэлла на шлюпе Dove, откуда они вместе взяли курс на восток и 6 декабря 1821 года обнаружили Южные Оркнейские острова. Палмер, преследовавший исключительно коммерческие интересы и не обнаруживший на островах изобилие морского зверя, 13 декабря отплыл назад и 22 декабря вернулся на Южные Шетландские острова.
Открытие Южных Оркнейских островов стало последним значительным вкладом Палмера в исследование Антарктики, хотя он неоднократно посещал этот регион в 1829—1831 годах.

## Последующие годы жизни и память

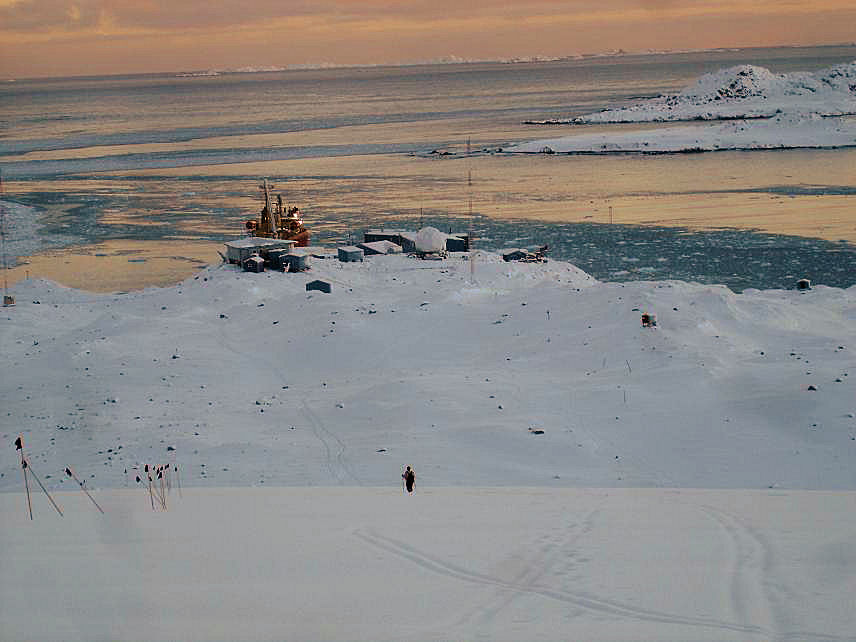
Антарктическая станция Палмер

Дальнейшая жизнь Натаниэля Палмера была связана с морским бизнесом. В 1822—1826 годах он занимался торговлей в Южной Америке, одновременно поддерживая движения за независимость стран этого материка от Испании и участвуя в доставке военных грузов Симону Боливару. Занимался проектированием небольших торговых судов. Состоялся как удачливый бизнесмен и судовладелец.
Натаниэль Палмер умер в 1877 году в Сан-Франциско после возвращения из плавания на восток. Он был похоронен в Стонингтоне неподалёку от своего особняка, позже выкупленного Историческим обществом Стонингтона.
Имя Натаниэля Палмера носят Земля Палмера и архипелаг Палмер, а также антарктическая исследовательская станция на острове Анверс. Некоторое время Антарктический полуостров на американских картах также назывался полуостровом Палмера. В доме Палмера в Стонингтоне расположен музей.